# Route régionale 701 (Finlande)
Pour les articles homonymes, voir Route 701.
La route régionale 701 (finnois : Seututie 701) est une route régionale allant de Ilmajoki à Seinäjoki en Finlande.

## Description
La route régionale 701 part de la valtatie 3 dans le village Huissinkylä d'Ilmajoki,  puis elle continue par la kantatie 67 et la seututie 694 jusqu'au village Honkakylä de  Seinäjoki.
La route, longue d'environ 31 kilomètres, est une route typique dans une zone peu peuplée qui traverse de grandes étendues champêtres et des forêts. 
La route est couverte sur tout son parcours.
Le long de la route régionale 701 se trouvent l'Église d'Ilmajoki, la mairie  d'Ilmajoki, la bibliothèque municipale d'Ilmajoki, la zone industrielle de Siltala et l'aéroport de Seinäjoki. 